# Metropolia Ho Chi Minh
Metropolia Ho Chi Minh – jedna z 3 metropolii kościoła rzymskokatolickiego w Wietnamie. Została erygowana 24 listopada 1960.

## Diecezje
- Archidiecezja Ho Chi Minh
  - Diecezja Bà Rịa
  - Diecezja Cần Thơ
  - Diecezja Đà Lạt
  - Diecezja Long Xuyên
  - Diecezja Mỹ Tho
  - Diecezja Phan Thiết
  - Diecezja Phú Cường
  - Diecezja Vĩnh Long
  - Diecezja Xuân Lộc

## Metropolici
- Paul Nguyễn Văn Bình (1960-1995)
- kard. Jean-Baptiste Phạm Minh Mẫn (1998-2014)
- Paul Bùi Văn Ðọc (2014-2018) zmarł w Rzymie podczas wizyty Ad Limina
  - sede vacante (od 6 marca 2018)